# 1-ша змішана авіаційна дивізія (РФ)
1-ша змішана авіаційна дивізія (в/ч 40491) — оперативне з'єднання військово-повітряних сил Російської Федерації у складі 4-ї армії ВКС.

## Історія
1-ша змішана авіаційна дивізія була створена наприкінці 2013 року на основі 6972-ї гвардійської Барановицької Червоного прапора ордена Суворова авіаційної бази, розташованої у Кримську.

## Склад
Станом на 2013 рік:
- 19-й винищувальний авіаційний полк (Міллерово)
- 368-й штурмовий авіаційний полк (Будьонновськ)
- 535-й змішаний авіаційний полк (Ростов)
- 559-й бомбардувальний авіаційний полк (Морозовськ)
- 562-й винищувальний авіаційний полк
- 960-й штурмовий авіаційний полк (Приморсько-Ахтарськ)
- 489-й овп бу (Будьонновськ)
- 11-й орап (Мариновка)

Станом на кінець 2015 року:
- 3-й винищувальний авіаційний полк; в/ч 75386; 2 винищувальні ескадрильї; 3 Су-27, 11 Су-27П, 12 Су-27СМ, 3 Су-27УП, 1 Су-27УБП, 7 Су-30М2; Кримськ;
- 31-й винищувальний авіаційний полк; в/ч 75391; 3 винищувальні ескадрильї; 16 МиГ-29, 20 Су-30СМ; Міллерово;
- 368-й штурмовий авіаційний полк; в/ч 44936; 2 штурмові ескадрильї; 23 Су-25СМ; Будьонновськ;
- 559-й окремий бомбардувальний авіаційний полк; в/ч 75392; 3 бомбардувальні ескадрильї; 36 Су-34; Морозовськ;
- 535-й окремий змішаний авіаційний полк; в/ч 41497; 7 Ан-12БК, 6 Ан-26, 2 Іл-20М; Ростов-на-Дону;
- 960-й штурмовий авіаційний полк; в/ч 75387; 2 штурмові ескадрильї; 17 Су-25СМ; Приморсько-Ахтарськ;
- 11-й окремий змішаний авіаційний полк; в/ч 77978; бомбардувальна й розвідувальна ескадрилья; 12 Су-24М, 12 Су-24МР; Маринівка Волгоградської області.

## Бойові операції
За даними військової розвідки України, 16 липня 2014 року літак МіГ-29 зі складу 19-го винищувального авіаційного полку 1-ї змішаної авіаційної дивізії ВПС Збройних сил РФ о 18:55 уразив Су-25 Повітряних сил України в районі Амвросіївки. Літаком МіГ-29 керував льотчик з позивним "221", наведення здійснював наземний пункт управління авіації ЗС РФ, позивний "Рапіра". Ураження було завдане на висоті 8250м з відстані 35-40 км ракетою класу «повітря-повітря» типу Р-27Т середнього радіуса дії з інфрачервоною системою самонаведення. За словами речника РНБО, пуск даного типу ракет не фіксується системою попередження літака Су-25, а також супутниковими системами розвідки та спостереження після пуску. Окрім того, ракета Р-27 виробляється в Україні, і у випадку виявлення уламків, їх неможливо ідентифікувати як російське озброєння.